# John Bregar
John Francis Bregar (North York, Ontario; 1 de marzo de 1985) es un actor y fotógrafo canadiense, más conocido por haber interpretado a Dylan Michalchuk en la serie canadiense Degrassi: The Next Generation.

## Filmografía

### Cine
| Año  | Película              | Personaje     | Director             |
| ---- | --------------------- | ------------- | -------------------- |
| 2006 | It's a Boy/Girl Thing | Richard       | Nick Hurran          |
| 2009 | Left for Dead         | Freddy        | Christopher Harrison |
| 2011 | Bloodwork             | Rob Jeffries  | Eric Wostenberg      |
| 2011 | New Year              | Tyler O'Neill | Phil Borg            |
| 2011 | Servitude             | Tommy         | Warren P. Sonoda     |
| 2011 | The Entitled          | Jeff Vincent  | Aaron Woodley        |

### Televisión
| Año  | Título            | Personaje     | Notas               |
| ---- | ----------------- | ------------- | ------------------- |
| 2005 | Darcy's Wild Life | Troy          | 1 episodio          |
| 2009 | Being Erica       | Barret        | 1 episodio          |
| 2011 | Rookie Blue       | Aaron Samuels | 1 episodio          |
| 2013 | Fir Crazy         | Lance         | película televisiva |
| 2013 | Murdoch Mysteries | Alvin Storey  | 1 episodio          |
| 2013 | Being Human       | Trent Harris  | 2 episodios         |